# Dietmar Nowodworski
Dietmar Nowodworski (* 8. Mai 1951 in Unna, Nordrhein-Westfalen) ist ein deutscher Objektkünstler.

## Leben
Er wuchs in einer Fotografenfamilie auf und begann früh selbst zu fotografieren. 1973 nahm er eine Tätigkeit als Grafik-Designer auf und absolvierte 1985 ein Gaststudium an der Werkkunstschule Dortmund. Inspiriert durch zeitgenössische Pop-Art-Künstler und die Ideen des Dadaismus, entstanden erste Objekte. Parallel entwickelte er seine fotografische Bildsprache weiter und begab sich auf mehrere Studienreisen im In- und Ausland, welche als Ergebnis in verschiedenen Ausstellungen mündeten. Dabei thematisierte Nowodworski häufig das deutsch-deutsche Verhältnis in den ersten Jahren nach der Wiedervereinigung. Aus seiner ersten Ehe gingen zwei Kinder hervor. 2002 lernte er seine zweite Ehefrau Frauke Fischer kennen. In gemeinsamen Projekten treten beide seit 2004 als Künstlerduo arthaus:nowodworski in Erscheinung. 2010 beteiligte sich das Künstlerpaar Nowodworski im Rahmen der Kulturhauptstadt Ruhrgebiet an verschiedenen Projekten (X-Change, Local hero Unna, Contemporary Art Ruhr). In ihrem Projekt ‘XCHANGE zur Ruhr 2010 zeigten die Künstler das Ruhrgebiet nicht nur aus Sicht der Einheimischen (mittels Rauminstallationen), sondern auch mit ihrem Film Die Reise der Mrs. Browne, der die Sicht einer durchreisenden Fremden auf Land und Leute zeigt.

## Werke
- 1985 Keuco Art Porzellan Relief-Objekt
- 1992 Teilnahme an einer Gemeinschaftsausstellung des Museums für angewandte Kunst Gera, in Iserlohn
- 1994 Wanderausstellung "Gurken aus dem Spreewald". Im Jahr 2000/2001 wurde die Ausstellung Teil des EXPO-Projektes
- 2000 Ausstellung "Ansichten von drüben", Gedenkstätte Deutsche Teilung Marienborn
- 2001 Verschiedene Museen kaufen die Objekte dieser Ausstellung auf. Das Banner "SEE YOU" hängt bis heute an der BAB 2.
- 2004 Fotoausstellung "DOWN TOWN", Atelier Unna.
- 2004 Gemeinschaftsausstellung "Cuban Arts", Wissenschaftspark Gelsenkirchen, Fotoserie „Made in Cuba“
- 2005 Fotoprojekt "Trinkhallen im Revier", Objektinstallation Kiosk sowie Bestückung zweier leer stehender Kioske der Stadt Unna
- 2006 Fotoprojekt " PRIVAT" Stadt Unna
- 2006 Fotoausstellung "Made in Cuba" Umspannwerk Berlin Kreuzberg
- 2007 Beatles Museum Halle Lichtobjekt "John Lennon enlightened" Dauerleihgabe
- 2007 Rio Reiser Museum, Fresenhagen Ankauf und permanente Installation von interaktiven Objekten
- 2008 Galerie lignum Iserlohn, "DIE ANDERE pERSPEKTIVE"
- 2009 Galerie ART-isotope Dortmund Einzelausstellung Sinneswandel und Teilnahme an der Dortmunder Museumsnacht
- 2009 plan.d. produzentengalerie Düsseldorf, Gemeinschaftsausstellung "Die Bombe"
- 2010 plan.d. produzentengalerie Düsseldorf Einzelausstellung "DIE ANDERE pERSPEKTIVE"
- 2010 Rauminstallation "LUNA BLEU" im Rahmen der Kulturhauptstadt Ruhrgebiet,
- 2010 Projekt 'XCHANGE zur RUHR 2010
- 2010 Teilnahme an Contemporary Art Ruhr C.A.R. auf der Zeche Zollverein Essen mit der Edition >> Bewegte Poesie<<